# Árpád Bárány
Árpád Bárány (Budapest, 24 giugno 1931) è un ex schermidore e pentatleta ungherese, vincitore di una medaglia d'oro nella scherma ai giochi olimpici.